# Leuconoe (demo)
Leuconoe o Leukonoion (in greco antico: Λευκονόη o Λευκόνοιον?, Leukonóe o Leukónoion) era un demo dell'Attica situato probabilmente presso la moderna Peristeri, anche se alcuni storici lo collocano vicino a Cefale o Anaflisto.
Il nome del demo è incerto dato che se ne conosce solo il demotico e che nell'antichità erano presenti altri luoghi con un nome simile, come Leuconio, città di Chio teatro di una battaglia durante la guerra del Peloponneso, e una cava/santuario chiamata Leuconio vicino all'antica Anaflisto.